# Vasile Oană
Ion Vasile Oană (n. 23 iulie 1972, Târgu Lăpuș, România) este un fost fotbalist român retras din activitate, care a jucat pe postul de atacant. A fost golgeter în sezonul de Divizia A 1997-1998 marcând același număr de goluri ca și Constantin Barbu, 21, pentru echipa Gloria Bistrița. A marcat 32 de goluri în peste 100 de meciuri în Liga I. A jucat printre altele la Olimpia Satu Mare, FC Baia Mare, Oașul Negrești. A antrenat echipa de Liga a IV-a Someșul Ulmeni, iar în prezent antrenează o grupă de juniori de la echipa FC Baia Mare.
A fost dat afară de la Ulmeni după ce pierduse promovarea în liga a treia, dar mai ales că fusese suspendat 20 de etape el reacționând foarte nervos a bătut un asistent în liga județeană, apoi a antrenat o grupă de juniori la Baia Mare, unde dorea să crească atacanți pur-sânge. Departe de prima ligă, el își duce viața liniștit vede ce fac atacanții din ziua de astăzi. El a jucat fotbal și în străinătate nu numai în România adică la Ankaragücü în Turcia și Maccabi Kiryat Gat din Israel, el a zis așa despre atacanții din ziua de azi de la națională: „Fiți atenți la ce națională o să avem. Spulberăm tot Alexe, Bogdan Stancu și Ioniță. O să facă furori, trebuie să îi promovăm și să fim atenți cu creșterea lor. Și Andrei Cristea, și Goga de la Poli Timișoara sunt buni. Moraes asta de la Bistrița e un jucător special. Păcat că nu e român, are ceva nativ, un jucător senzațional.”